# Faris Al-Sultan
Faris Al-Sultan (ur. 21 stycznia 1978 w Monachium) – niemiecki triathlonista. W 2005 roku wygrał Ironman Triathlon w Kailua-Kona na Hawajach.

## Życiorys
Jego matka jest Niemką, ojciec Irakijczykiem.
Studiował arabistykę na Uniwersytecie Ludwika i Maksymiliana w Monachium.